# Episodi di Victoria (seconda stagione)
La seconda stagione della serie televisiva britannica Victoria è stata trasmessa nel Regno Unito per la prima volta dall'emittente ITV dal 27 agosto al 15 ottobre 2017. È formata da otto episodi e uno speciale di novanta minuti andato in onda a Natale 2017.
In Italia, la stagione è andata in onda in prima visione su La EFFE, canale satellitare a pagamento della piattaforma Sky, dal 29 dicembre 2017 al 19 gennaio 2018; l'episodio speciale di Natale è andato in onda il 20 dicembre 2018. In chiaro, è stata trasmessa dal 23 settembre al 14 ottobre 2018 su Canale 5, mentre l'episodio speciale di Natale è andato in onda il 30 dicembre 2018.
| n°       | Titolo originale         | Titolo italiano                 | Prima TV UK       | Prima TV Italia  |
| -------- | ------------------------ | ------------------------------- | ----------------- | ---------------- |
| 1        | A Soldier's Daughter     | Figlia di un soldato            | 27 agosto 2017    | 29 dicembre 2017 |
| 2        | The Green-Eyed Monster   | Il mostro dagli occhi verdi     | 3 settembre 2017  | 29 dicembre 2017 |
| 3        | Warp and Weft            | Trama e ordito                  | 10 settembre 2017 | 5 gennaio 2018   |
| 4        | The Sins of the Father   | I peccati del padre             | 17 settembre 2017 | 5 gennaio 2018   |
| 5        | Entente Cordiale         | Entente cordiale                | 24 settembre 2017 | 12 gennaio 2018  |
| 6        | Faith, Hope & Charity    | Fede, speranza e carità         | 1º ottobre 2017   | 12 gennaio 2018  |
| 7        | The King Over the Water  | Il re di là dall'acqua          | 8 ottobre 2017    | 19 gennaio 2018  |
| 8        | The Luxury of Conscience | Il lusso di avere una coscienza | 15 ottobre 2017   | 19 gennaio 2018  |
| Speciale |                          |                                 |                   |                  |
| –        | Comfort and Joy          | Conforto e gioia                | 25 dicembre 2017  | 20 gennaio 2018  |

## Figlia di un soldato
- Titolo originale: A Soldier's Daughter
- Diretto da: Lisa James Larsson
- Scritto da: Daisy Goodwin

### Trama
Un mese dopo aver dato alla luce sua figlia, Victoria trova che il governo non abbia confidato in lei, e diventa irritata con Albert per averli aiutati. Dopo essere stata confinata nelle sue stanze per riprendersi dal parto, Victoria viene a sapere che le truppe britanniche sono state sconfitte nella Guerra Anglo-Afgana, e rifiuta il tentativo di Leopold di organizzare un matrimonio politico per la principessa. Con la pubblica rabbia per la sconfitta militare, Victoria fa la sua prima apparizione pubblica post-parto al varo della HMS Trafalgar, mentre Albert cerca consiglio da suo fratello Ernest su come riparare la sua relazione con Victoria.
La signorina Skerrett viene promossa dopo la partenza della signora Jenkins, mentre il signor Francatelli, il precedente chef della regina, viene persuaso a tornare. La Duchessa di Buccleuch viene nominata come nuova Mistress of the Robes a seguito delle dimissioni della Duchessa di Sutherland.

## Il mostro dagli occhi verdi
- Titolo originale: The Green-Eyed Monster
- Diretto da: Lisa James Larsson
- Scritto da: Daisy Goodwin

### Trama
Albert resiste alle richieste del suo dissoluto padre e, come risultato, visita la Royal Society per incontrare i pionieri dell'industria informatica, Charles Babbage e Ada Lovelace e invita loro a una funzione di palazzo. Victoria diventa gelosa dell'ammirazione di Albert per la Lovelace, la figlia di Lord Byron, un uomo conosciuto per le sue molte questioni. Victoria si chiede se Albert intenda far di lei la sua amante. Cerca assicurazione da Lord Melbourne sul fatto che la relazione non è romantica; lui la assicura. Victoria rimane di nuovo incinta, causando difficoltà iniziali avvenendo così presto dopo il primo parto, ma questo dà a lei e Albert una ragione per riconciliarsi.
Nelle cucine un giovane ladro vaga per il castello, facendo credere alla signorina Cleary, l'assistente della cameriera personale della regina, che sta venendo perseguitata e che un fantasma si aggiri per le stanze.

## Trama e ordito
- Titolo originale: Warp and Weft
- Diretto da: Geoffrey Sax
- Scritto da: Daisy Goodwin

### Trama
Dopo aver scoperto della presenza del ladro, Albert diventa apprensivo a causa della presenza del ragazzo e dell'inefficienza del personale della servitù. Gli stipendi del personale sono aumentati come un incentivo per renderli più attenti. Victoria incontra un tessitore di seta di Spitafields, che spiega come i tessitori locali sono stati danneggiati dall'importazione di seta straniera. Per supportarli, Victoria decide di organizzare un ballo con tutti i costumi fatti col materiale di Spitafields. Sir Robert Peel non è d'accordo su questo e la sera del ballo i cittadini si radunano fuori dal palazzo per protestare contro la stravaganza mentre la gente sta morendo di fame. Anche un sofferente Lord Melbourne partecipa e cerca di nascondere le sue condizioni a Victoria. Dopo che Melbourne rivela ad Albert le sue condizioni, Victoria lo va a trovare per un emozionante addio. Torna a palazzo e scopre che il suo amato cane, Dash, è morto. Lo seppellisce nei giardini del palazzo.

## I peccati del padre
- Titolo originale: The Sins of The Father
- Diretto da: Geoffrey Sax
- Scritto da: Ottilie Wilord

### Trama
Victoria dà alla luce un figlio e soffre di depressione post-natale. Quando Albert va in Germania per partecipare al funerale di suo padre, viene a sapere che Leopold crede che potrebbe essere il suo padre biologico. La madre di Albert ha trovato conforto con Leopold mentre suo marito andava con altre donne. Albert, mettendo in dubbio le sue convinzioni e il suo senso di identità, beve troppo e parte per l'Inghilterra il giorno dopo senza salutare. Victoria, incoraggiata dalla Duchessa di Buccleuch, continua a fare apparenze pubbliche, anche se la sua depressione rende tutto ciò stancante.
La signorina Skerrett rivela alla regina che è stata sua cugina, Eliza, a vendere la storia del ladro nel palazzo ai giornali. Victoria si prepara a cacciare Skerrett dal palazzo, ma Albert la convince di permetterle di rimanere.

## Entente Cordiale
- Titolo originale: Entente Cordiale
- Diretto da: Jim Loach
- Scritto da: Daisy Goodwin

### Trama
Robert Peel esprime le sue preoccupazioni a Victoria che il re di Francia, Luigi Filippo, sta pianificando di far sposare suo figlio, il Duca di Montpensier, alla regina Isabella II di Spagna. Peel teme che un'alleanza fra Francia e Spagna potrebbe essere contraria agli interessi della Gran Bretagna e così Victoria parte per la Francia per convincere Luigi Filippo a considerare un'alternativa. Victoria è infastidita dal continuo rifiuto del re a discutere dell'argomento e dal comportamento distante di Albert. Albert rivela la sua paura di poter essere illegittimo, ma Victoria lo assicura che non gli importa. Parlano a Luigi Filippo del matrimonio e sono convinti che lui sia contrario ad esso. Tornando in Inghilterra, Victoria viene a sapere che Luigi è andato avanti col matrimonio. Si scopre che Victoria è incinta di nuovo.

## Fede, speranza e carità
- Titolo originale: Faith, Hope & Charity
- Diretto da: Jim Loach
- Scritto da: Daisy Goodwin

### Trama
Victoria dà alla luce una figlia, Alice, ed Ernest torna in Inghilterra per il battesimo. Una grave carestia in Irlanda è causata dalla peronospora della patata. Il vicario, Robert Traill, riceve un apatico responso dal Clero Protestante, scrive a Victoria cercando aiuto e lei organizza un incontro con lui. Peel rifiuta di aiutare, ritenendo che mostrare qualche forma di favoritismo, specialmente agli irlandesi, causerebbe malcontento e risentimento in patria. Albert lavora per migliorare il palazzo e le strutture igieniche della città di Londra con la Royal Society. Ernest segretamente va da un dottore per la sua sifilide. Dopo l'incontro con Victoria, Traill si ammala di tifo e muore.
Francatelli dà a Cleary il suo orologio d'oro per aiutare la sua famiglia; Cleary è addolorata quando scopre che i suoi parenti sono emigrati negli Stati Uniti.

## Il re di là dall'acqua
- Titolo originale: The King Over The Water
- Diretto da: Daniel O'Hara
- Scritto da: Ottilie Wilford

### Trama
Dopo che un altro attentato viene compiuto per assassinare Victoria, lei e Albert decidono di viaggiare per le Highlands scozzesi, alloggiando presso il Duca di Atholl al Castello di Blair nello Perthshire. Mentre si spostano, si stancano dell'intrattenimento e scappano nella campagna per passare del tempo da soli. Si perdono e cercano rifugio presso una vecchia coppia nella loro piccola casa. Victoria e Albert si trovano in pace durante questa breve libertà, ma vengono trovati la mattina seguente.
Edward Drummond, segretario personale del Primo Ministro, che ha intenzione di sposarsi per fini politici, si gode il suo tempo con Lord Alfred Paget e si baciano appassionatamente. Ernest, che aveva ricevuto precedentemente la notizia da Albert che il marito della Duchessa di Sutherland è morto, flirta con lei.

## Il lusso di avere una coscienza
- Titolo originale: The Luxury of Conscience
- Diretto da: Daniel O'Hara
- Scritto da: Daisy Goodwin

### Trama
Peel porta l'idea di abrogare le Corn Laws e di rendere gratuite le tariffe commerciali internazionali, ma si trova di fronte all'opposizione. Tuttavia, la sua causa è sostenuta da Albert che partecipa a una sessione parlamentare; la sua presenza e Peel vengono derisi sia dai conservatori che dai Whigs.
Si sviluppa un amore tra Francatelli e Skerrett.
Quando Leopold arriva inaspettatamente Albert è instabile. Victoria litiga successivamente con Albert quando esprime i suoi timori che la baronessa Lehzen si stia interessando impropriamente dei loro figli. Quando la figlia più grande si ammala e la febbre è molto grave, Victoria manda via Lehzen. La proposta di Peel è passata alla camera, però Drummond viene ucciso facendo da scudo a Peel da un assassino fuori dal Palazzo di Westminster. Peel si dimette in qualità di Primo Ministro. La sifilide di Ernest presenta delle complicazioni così rompe con la Duchessa. Leopold cerca di migliorare il suo rapporto con Victoria e Albert.

## Conforto e gioia
- Titolo originale: Comfort and Joy
- Diretto da: Jim Loach
- Scritto da: Daisy Goodwin

### Trama
Durante il Natale del 1846, Albert introduce nella corte gli alberi di Natale e inizia a decorare le sale. Invita la madre di Victoria a Natale, senza chiedere l'approvazione di Victoria. Una principessa africana, Sarah, viene data a Victoria come dono del Re di Dahomey. Victoria cerca di far sentire Sarah la benvenuta a palazzo, nonostante il consiglio di Albert. Re Leopold continua a cercare di far sposare Ernest con una ricca principessa tedesca, ma lui continua ad ammirare la Duchessa Harriet, mantenendole segreta la sua malattia. Paget, ancora in lutto per la morte di Drummond, alla fine propone di sposarlo a Wilhelmina, la pronipote della Duchessa di Buccleuch.
La speranza finanziaria di una rete ferroviaria che collega Leeds a Thirsk non arriva a nulla. Nancy riceve un'eredità da suo zio, che rifiuta quando scopre che consiste in schiavi. Si fidanza con Francatelli.
La coppia reale discute delle loro aspettative per il Natale di famiglia, nonché dell'infelicità di Sarah, sulla base della loro dolorosa infanzia. Albert quasi affoga nel lago ghiacciato mentre sta pattinando e lui e Victoria capiscono di dover mettere da parte i loro dissapori per dare ai loro figli un memorabile Natale.